# Hà Tâm Như
Hà Tâm Như (sinh ngày 17 tháng 3 năm 1998) là một hoa hậu, người mẫu, huấn luyện viên thể hình người chuyển giới Việt Nam. Cô đăng quang cuộc thi Hoa hậu Chuyển giới Việt Nam 2025 và sẽ đại diện Việt Nam tại Hoa hậu Chuyển giới Quốc tế 2025 diễn ra vào tháng 8 tại Thái Lan.

## Tiểu sử
Hà Tâm Như sinh năm 1998 tại Vĩnh Long. Từ nhỏ, Tâm Như nhận ra sự khác biệt về tính cách, lớn lên, khi nhận ra mình thuộc về cộng đồng LGBT, Tâm Như quyết tâm thay đổi bản thân. Cô phẫu thuật chuyển giới vào năm 2023. Người đẹp cho biết gia đình ủng hộ, làm chỗ dựa tinh thần trong nhiều giai đoạn khó khăn.

## Sự nghiệp

### Hoa hậu Chuyển giới Việt Nam 2025
Tâm Như lần đầu thử sức tại cuộc thi sắc đẹp dành cho người chuyển giới tại Việt Nam. Cô thuộc đội của huấn luyện viên Lê Hoàng Phương. Ngày 10 tháng 5 năm 2025, cô chính thức đăng quang Hoa hậu Chuyển giới Việt Nam 2025 tại Quảng trường Bikini Beach, Novaworld Phan Thiết, Bình Thuận, cô được trao vương miện bởi hoa hậu tiền nhiệm là Hoa hậu Chuyển giới Việt Nam 2023 - Nguyễn Hà Dịu Thảo.

### Hoa hậu Chuyển giới Quốc tế 2025
Với chiến thắng của mình tại Hoa hậu Chuyển giới Việt Nam 2025, cô chính thức sẽ là đại diện Việt Nam tại Hoa hậu Chuyển giới Quốc tế 2025 diễn ra tại Thái Lan.